# 三善康持
三善 康持（みよし やすもち、建永元年（1206年） - 正嘉元年10月26日（1257年12月3日））は、鎌倉時代の政治家。三善康俊の息子。子に政康・宗康がいる。町野康持とも呼ばれる。町野氏の祖。官職は民部大夫、加賀守、備後守。
父・康俊の後を継いで問注所の執事を担当した他、評定衆にも名前を連ねている。しかし、千葉秀胤、狩野為佐、後藤基綱らと共に、宮騒動で反北条勢力の九条道家や前将軍九条頼経に加担したため、これらの職を罷免された。
しかし、その後も引付衆などの立場で、幕政に参与していた形跡が残っている。